# Science-Fiction-Jahr 1918
Übersicht

◄◄ | ◄ | 1914 | 1915 | 1916 | 1917 | Science-Fiction-Jahr 1918 | 1919 | 1920 | 1921 | 1922 | ► | ►►

Weitere Ereignisse

## Neuerscheinungen Literatur
| Deutscher Titel                                          | Deutschsprachiges Erscheinungsjahr | Originaltitel | Autor                 | Anmerkungen                           |
| -------------------------------------------------------- | ---------------------------------- | ------------- | --------------------- | ------------------------------------- |
| Das große Wagnis                                         | –                                  | –             | Max Brod              |                                       |
| Der zeugende Tod                                         | –                                  | –             | Emil Pirchan          |                                       |
| Des Freiherrn von Münchhausen neueste Abenteuer          | –                                  | –             | Michelangelo von Zois |                                       |
| Die Feuerlilie                                           | –                                  | –             | Leonhard Stein        |                                       |
| Die lebenden Vierzehn                                    | –                                  | –             | Franz Xaver Kappus    |                                       |
| Ein Flug auf den Marsplaneten und eine Reise um den Mars | –                                  | –             | Max Heinrichka        |                                       |
| Eine Expedition in den Weltraum                          | –                                  | –             | Hans Dominik          |                                       |
| Gas                                                      | –                                  | –             | Georg Kaiser          | Theaterstück, Teil 2 der Gas-Trilogie |
| Hyazinth                                                 | –                                  | –             | Eduard von der Hellen |                                       |
| Menschen von Morgen                                      | –                                  | –             | Emil Felden           |                                       |
| Ultra                                                    | –                                  | –             | Friedrich Otto        | Erzählungen                           |
| Untersee-Teufel                                          | –                                  | –             | Robert Kraft          |                                       |

## Neuerscheinungen Filme
| Deutscher Titel                                     | Deutschsprachiges Erscheinungsjahr | Originaltitel | Regie                     | Anmerkungen |
| --------------------------------------------------- | ---------------------------------- | ------------- | ------------------------- | ----------- |
| Alraune, die Henkerstochter, genannt die rote Hanne | –                                  | –             | Eugen Illés & Josef Klein |             |
| Das Himmelsschiff                                   | 2009                               | Himmelskibet  | Holger-Madsen             |             |

## Geboren
- Eugene Burdick († 1965)
- Hans Christoph († 1969)
- Theodore R. Cogswell († 1987)
- John Elliot († 1997)
- Philip José Farmer († 2009), insbesondere durch den Flußwelt-Zyklus bekannt
- H. B. Fyfe († 1997)
- Sewer Gansowski († 1990)
- Wilhelm Peter Herzog
- D.F. Jones († 1981)
- Madeleine L’Engle († 2007)
- Douglas R. Mason, Pseudonym: John Rankine († 2013)
- Robert C. O’Brien († 1973)
- Theodore Sturgeon († 1985)
- Bryce Walton († 1988)

## Gestorben
- Konrad Alberti (* 1862)
- Alfred Bratt (* 1891)
- Carl Grunert (* 1865)
- William Hope Hodgson (* 1877)
- Ernst Lohwag (* 1847)
- Friedrich Meister (* 1841)
- Alexander Uhlmann (Pseudonym Alexander Ular; * 1876)
- Richard Voß (* 1851)
- Christian Wagner (* 1835)
- Frank Wedekind (* 1864)